# 四臂村戰役
四臂村戰役發生於	1815年6月16日，是第七次反法聯盟之戰中的一場戰役，也是滑鐵盧戰役的前奏戰。
在四臂村這個重要的戰役位置，威靈頓公爵率領的聯軍與米歇爾·內伊元帥的軍隊相互交戰，在最後一次交戰後，法軍留在戰場上，並趁著聯軍不注意撤退。與此同時，拿破崙率領的法軍與布呂歇爾指揮的普魯士軍隊之間發生了利尼战役，最終布呂歇爾落敗，因威靈頓公爵無法前去支援他。

## 註腳
1. 1 2 3  Bodart 1908，第486頁.
2. 1 2 3   David G. Chandler. . 紐約. 1966年. ISBN 0-02-523660-1 （英语）.
3. ↑  .   [2022-01-25]. （原始内容存档于2022-01-25） （英语）.
4. ↑  Helmert / Usczeck, S. 342.